# 1961年ドイツ連邦議会選挙
1961年ドイツ連邦議会選挙（1961ねん ドイツれんぽうぎかい せんきょ）は、ドイツ連邦共和国（当時西ドイツ）の下院に相当する連邦議会（Deutscher Bundestag）の議員を選出するため1961年9月に行われた選挙である。当時西ベルリン市長であったヴィリー・ブラントが社会民主党の首相候補となった。

## 選挙データ
- 連邦首相：コンラート・アデナウアー（キリスト教民主同盟）
- 与党：キリスト教民主・社会同盟（CDU／CSU）+自由民主党（FDP）
- 連邦議会定数：494議席（小選挙区制247議席）
- 選挙制度：小選挙区比例代表併用制

全体議席は第2投票（政党への投票）における得票率に応じて配分される。ただし、少数政党の乱立を防止する観点から、(1)第2投票に関して全国集計で5%以上の得票を得た。(2)第1投票（選挙区候補者への投票、最多得票を得た候補が当選）で3名以上が当選。いずれかの要件を満たした政党にのみ議席が配分される。尚、選挙区議席が比例配分議席を上回った場合は、超過議席となる。
- 有権者数：37,440,715名

## 選挙結果
- 投票日：1961年9月17日
- 投票率：87.7%（投票者数：32,849,624名）
- 有効票数：31,550,901票（第2投票）

## 首相候補

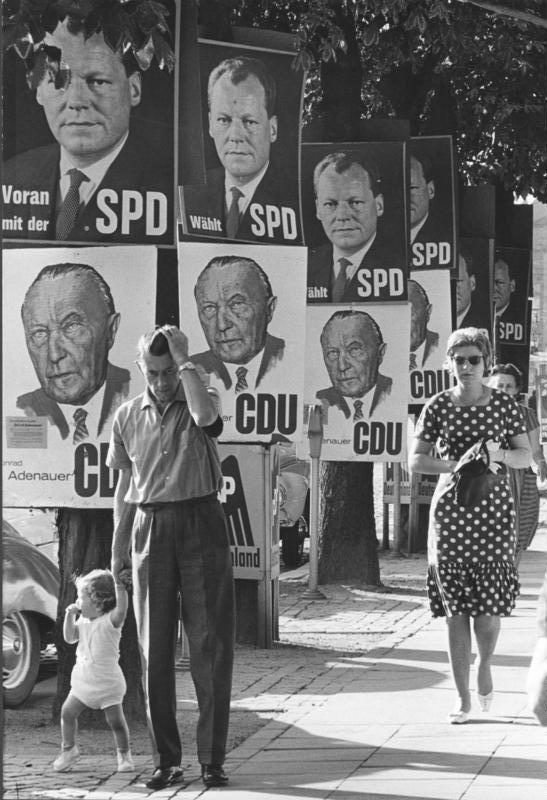
選挙ポスター
コンラート・アデナウアー（CDU）とヴィリー・ブラント（SPD）が描かれている

西ドイツの連邦議会選挙では事前に選挙後の首相指名投票で誰に投票するか明らかにするために首相候補を明示するが、野党の社会民主党はエーリッヒ・オレンハウアー党首が、事前に首相候補になることを辞退したため、当時西ベルリン市長であったヴィリー・ブラントが社会民主党の首相候補となった。コンラート・アデナウアーに敗れたヴィリー・ブラントは3年後の1964年に社会民主党党首となり、1965年は党首で首相候補として連邦議会選挙に臨んでルートヴィヒ・エアハルトに再び敗れた。そして1969年連邦議会選挙で社会民主党は第2党であったが、第3党の自由民主党と連立を組んで、第4代首相に就任した。

各党の議席比率。内側は前回議席で赤色がSPD、黄色がFDP、黒色がCDU/CSU。

| 党派                                  | 党派                       | 候補者投票 | 候補者投票 | 政党投票   | 政党投票 | 議席     | 議席   |
| 党派                                  | 党派                       | 得票       | %          | 得票       | %        | 全体議席 | 選挙区 |
| ------------------------------------- | -------------------------- | ---------- | ---------- | ---------- | -------- | -------- | ------ |
| キリスト教 民主・社会同盟 （CDU/CSU） | キリスト教民主同盟 （CDU） | 11,622,995 | 36.3       | 11,283,901 | 36.2     | 192      | 114    |
| キリスト教 民主・社会同盟 （CDU/CSU） | キリスト教社会同盟 （CSU） | 3,104,742  | 9.7        | 3,014,471  | 9.6      | 50       | 42     |
| ドイツ社会民主党 （SPD）              | ドイツ社会民主党 （SPD）   | 11,672,057 | 36.5       | 11,427,355 | 36.2     | 190      | 91     |
| 自由民主党 （FDP）                    | 自由民主党 （FDP）         | 3,866,269  | 12.1       | 4,028,766  | 12.8     | 67       | 0      |
| 合計                                  | 合計                       | 合計       | 合計       | 合計       | 合計     | 499      | 247    |

- 出典：Wahl zum 4.Deutschen Bundestag am 17.September 1961